# Avdullah Hoti
Avdullah Hoti, född 4 februari 1976 i Rahovec, är en albansk politiker. Mellan den 8 december 2014 och 2 augusti 2017 var han Kosovos finansminister. Från 3 juni 2020 till 22 mars 2021 var han Kosovos premiärminister.
I augusti 2020 meddelade han att han hade drabbats av Covid-19 med lindriga symtom.